# Kecamatan Ciwaru
Kecamatan Ciwaru är ett distrikt i Indonesien.   Det ligger i provinsen Jawa Barat, i den västra delen av landet, 220 km öster om huvudstaden Jakarta.